# TerrEthique
 (mai 2012).
Si vous disposez d'ouvrages ou d'articles de référence ou si vous connaissez des sites web de qualité traitant du thème abordé ici, merci de compléter l'article en donnant les références utiles à sa vérifiabilité et en les liant à la section « Notes et références ».
TerrEthique est une association loi de 1901 française créée en 2004 qui promeut la gestion équitable et durable des ressources alimentaires. 

## Présentation
TerrEthique a pour ambition de créer les conditions d’un débat de qualité, apaisé et averti, accessible à tous, autour de la gestion des ressources agricoles et alimentaires. Pour permettre à chacun de se faire un point de vue éclairé, l’association fait appel à des spécialistes issus de différents domaines afin qu’ils transmettent leur savoir de façon pédagogique (chroniques filmées, conférences, interviews).
Dans l’optique de favoriser l’échange et la réflexion collective chez les (futurs) acteurs des métiers de la terre du vivant, TerrEthique organise chaque année deux prix littéraires : le Prix TerrEthique des Lycéens et le Prix TerrEthique des Lecteurs.
Dans une perspective de transformation des modes de production et de consommation, l’association travaille constamment à la mise en évidence de la haute responsabilité sociétale des métiers de la terre et du vivant.

## Historique
TerrEthique est une association loi de 1901. Elle a été créée en 2004 par Patrice Lepage et Luc Guyau.  
Ingénieur de formation, écrivain et spécialiste reconnu des questions agricole et alimentaire, Patrice Lepage fut à la tête de diverses entreprises et institutions : notamment, le CEDAG (Centre d’études des processus d’entraides, de coopérations et de médiations concernant le monde agricole) ou encore le Fonds de financement de la formation continue des chefs d’entreprise du monde agricole français (VIVEA), organisme qu’il contribua à fonder. 
Ancien agriculteur, Luc Guyau, dirigeant historique du monde agricole, a exercé de nombreuses fonctions au sein des institutions agricoles à l’échelon local, national et international. Il a été président de la FNSEA de 1992 à 2001, et président du Conseil des Nations unies pour l’Agriculture et l’Alimentation (FAO) de 2009 à juin 2013. 
Partant du constat que la gestion des ressources alimentaires doit être l’affaire de tous, ils ont créé un espace de réflexion contributif. Hors du catastrophisme démobilisateur, et avec un souci de rigueur scientifique, TerrEthique se caractérise par un esprit et une méthode originaux : la « compréhension partagée ».

## Activités

### Le prix TerrEthique des Lycéens
Le prix TerrEthique des Lycéens récompense chaque année un ouvrage apportant un éclairage original sur la question alimentaire, accessible à un jeune lectorat. Il a été créé en 2009 en partenariat avec la Direction Générale de l’Enseignement et de la Recherche du Ministère de l’agriculture, de l'agroalimentaire et de la forêt. Son objectif est de permettre des échanges parmi les lycéens autour du thème : Comment l’humanité se nourrira-t-elle demain ? Vers une gestion équitable et durable des ressources alimentaires. Il vise en même temps à développer la prise de conscience du haut niveau de responsabilité sociétale des métiers touchant à la terre et au vivant. 
Le Prix est attribué chaque année par un jury composé de l’ensemble des comités de lecteurs, mis en place dans les établissements publics ou privés volontaires, relevant du Ministère de l’Agriculture (lycées agricoles, lycées maritimes), ou de l’Éducation Nationale. Chaque comité de lecteurs est formé d’un groupe d’élèves (groupe classe ou groupe informel) animé librement par un adulte de la communauté éducative, souvent un(e) enseignant ou documentaliste. Chaque comité lit les trois ouvrages sélectionnés par TerrEthique, parmi les essais ou romans parus récemment autour des enjeux agricoles et alimentaires. Le Prix est attribué au livre ayant obtenu le plus grand nombre de suffrages. 
Tout au long de l’année, TerrEthique organise des échanges, sur internet ou lors de rencontres, entre les comités de lecteurs et les auteurs de la sélection de l’année en cours. Près de 1 500 lycéens ont participé au Prix en 2012-2013. Ce dernier est remis chaque année à l’UNESCO en présence de Luc Guyau, Président du Conseil de la FAO, et de Jean Salmon, Président de TerrEthique.

#### Ouvrages récompensés
Lauréat 2013
- Nos aliments sont-ils dangereux ? 60 clés pour comprendre notre alimentation de Pierre Feillet (Éditions Quae).

Nommés 2013
- Nouvelles histoires naturelles de Jean-Louis Étienne (JC Lattès) ;
- 50 plantes qui ont changé le cours de l’Histoire de Bill Laws (Ouest France).

Lauréat 2012
- Out of China de Gwenola Floch-Penn (L’Harmattan).

Nommés 2012
- Tout beau, tout bio ? L’envers du décor de François Desnoyers et Élise Moreau (Éditions de l’aube) ;
- Les radis d’Ouzbékistan, Tour du monde des habitudes alimentaires de Gilles Fumey (Éditions François Bourin).

Lauréat 2011
- Une seule Terre pour nourrir les hommes de Florence Thinard (Gallimard Jeunesse).

Nommés 2011
- L’agriculture de demain, Gagnants et perdants de la mondialisation de Pierre Rainelli (Éditions Le félin) ;
- Pour des agricultures écologiquement intensives de Michel Griffon (Éditions de l’Aube) ;
- Main basse sur le riz de Jean-Pierre Boris (Éditions Fayard).

Lauréat 2010
- L’avenir de l’eau d'Éric Orsenna (Éditions Fayard).

Nommés 2010
- Nourrir le monde de Sylvie Brunel (Larousse) ;
- Le monde a faim de Philippe Chalmin (Éditions François Bourin) ;
- La fin des paysans n'est pas pour demain de Jean-François Gleizes (Éditions de l'Aube).

### Le prix TerrEthique des Lecteurs
Créé en 2006, le prix TerrEthique des Lecteurs récompense des ouvrages offrant un éclairage original sur la gestion des ressources agricoles et alimentaires. Les comités de lecteurs, issus des entreprises, des grandes écoles et des institutions du monde agricole, effectuent une première sélection, parmi quatre ouvrages. Le jury, composé de personnalités éminentes, détermine le lauréat de l’année.
Le Prix est remis chaque année à la suite des « Entretiens de Cluny », accueillis par le Musée national du Moyen Âge, en présence de Luc Guyau, Président du Jury du prix TerrEthique des Lecteurs, et de Jean Salmon, Président de TerrEthique. 

#### Ouvrages récompensés
Lauréat 2013
- Sauvons l’agriculture ! de Daniel Nahon, (Éditions Odile Jacob) ;

Nommés 2013
- Chemins de traverse de Emmanuel Faber, (Éditions Albin Michel) ;
- Devenir agriculteur aujourd’hui de Éric Favre, (Éditions Ouest France) ;
- Aux sources de notre nourriture de Gary Paul Nabhan, (Éditions Nevicata, Bruxelles).

Lauréat 2012
- Les radis d’Ouzbékistan, Tour du monde des habitudes alimentaires de Gilles Fumey (Éditions François Bourin).

Nommés 2013
- L’alimentation durable de Christian Rémésy  (Éditions Odile Jacob) ;
- Biomimétisme, Quand la nature inspire des innovations durables de Janine M. Benyus (Éditions Rue de l’échiquier) ;
- Diversité des natures, diversité des cultures de Philippe Descola (Éditions Bayard) ;
- Les Métamorphoses du gras de Georges Vigarello (Éditions du Seuil).

Lauréat 2011
- Le temps de l’Afrique de Jean-Michel Severino et Olivier Ray (Éditions Odile Jacob)

Nommés 2011
- Vers la sobriété heureuse de Pierre Rabhi, (Éditions Actes Sud) ;
- Les dons précieux de la nature de Jean-Marie Pelt, (Éditions Fayard) ;
- Les pionniers de l’or vert de Dominique Nora, (Éditions Grasset) ;
- L’abondance frugale de Jean-Baptiste de Foucauld, (Éditions Odile Jacob).

Lauréat 2010
- Les affameurs de Doan Bui, (Édition Privée)

Nommés 2010
- Le choc alimentaire mondial : ce qui nous attend demain de Jean-Yves Carfantan, (Éditions Albin Michel) ;
- Les clés des champs : l’agriculture en questions, Thierry Doré, Olivier Rechaudere, Philippe Schmidley, (Éditions Quae) ;
- Demain, la faim ! de Frédéric Lemaitre, (Éditions Grasset).

Lauréat 2009
- Une politique mondiale pour nourrir le monde, Edgard Pisani, (Springer).

Nommés 2009
- Un jardin dans les Appalaches, Barbara Kingslover, (Éditions Payot Rivage) ;
- L’épuisement de la terre : l’enjeu du XXIe siècle, Daniel Nahon (Éditions Odile Jacob) ;
- La tourmente alimentaire, Matthieu Calame, (Éditions Charles Léopold Mayer).

Lauréat 2008
- Nourrir l’humanité, de Bruno Parmentier (Éditions La Découverte) ;

Nommés 2008
- La nourriture des Français de la maîtrise du feu… aux années 2030, de Pierre Feillet, (Éditions Quae) ;
- Nourrir la planète : pour une révolution doublement verte, de Michel Griffon, (Éditions Odile Jacob) ;
- Le naufrage paysan : ou comment voir l’avenir en vert, de Jacques Maret, (Éditions Dilecta) ;
- L’arme alimentaire : les clés de l’indépendance, Christian Pees, (Le Cherche Midi Éditeur).

### Les Entretiens de Cluny
TerrEthique a lancé en 2012 un cycle de rencontres au Musée de Cluny - Musée national du Moyen Âge appelé les Entretiens de Cluny. Dans ce lieu traversé par les références à la nature et au vivant, TerrEthique réunit des experts issus de différentes disciplines (géophysiciens, agronomes, historiens, philosophes...) et praticiens (agriculteurs, éleveurs...) pour une après-midi consacrée spécifiquement à une question ou une thématique. Ces Entretiens sont intégralement filmés et disponibles sur YouTube et sur le site internet de TerrEthique.

### Les Petits-déjeuners TerrEthique
Régulièrement, TerrEthique organise des conférences où interviennent des « grands témoins », sous la forme de Petits-déjeuners ouverts à tous. Y interviennent des personnalités reconnues, issues de tous horizons, sur des thèmes variés en lien avec la problématique soulevée par TerrEthique.
D'une durée de 1 h 30, les petits-déjeuners proposent un temps d'exposé par l'invité, suivi d'un temps d'échange et de débat avec la salle.
Les derniers invités de TerrEthique et les sujets de leurs présentations :
- Sébastien Abis : Pour le futur de la Méditerranée, l’agriculture
- Jean-Louis Étienne : L’ Humanité en rupture avec l’écosystème peut-elle se nourrir durablement ?
- François Collart : Dutilleul – Le droit au service de la sécurité alimentaire
- Pierre Radanne : Agriculture, changements climatiques et enjeux énergétiques
- Emmanuel Faber : Comment les grands groupes agroalimentaires influencent-ils les sociétés humaines ?
- Gilles Bœuf : Sauver la biodiversité marine, pourquoi, comment ?
- Daniel Nahon : Sauvons l’agriculture !
- François Houllier : Quelles recherches et innovations pour nourrir le monde à long terme ?

## Financements et partenariats
TerrEthique développe ses activités grâce au soutien financier de mécènes issus du secteur public comme privé, parmi lesquels des entreprises comme McDonalds, Danone, EDF et Véolia.
Conscient de la suspicion parfois provoqué par ces entreprises, TerrEthique garanti qu'aucun des mécènes n'intervient sur le contenu rédactionnel. Les partenaires fondateurs, soutenant financièrement l’ensemble des activités de TerrEthique, siègent cependant au Comité Exécutif du Prix TerrEthique des Lecteurs
TerrEthique demande à ses entreprises partenaires de répondre aux critères suivants :
- Le respect des réglementations sociales et environnementales en vigueur, nationales et européennes ;
- L’intérêt manifesté par l’entreprise pour les actions d’éducation et de sensibilisation ;
- La volonté de l’entreprise de s’engager dans un partenariat de long terme en faveur de l’intérêt général.